# Aulus Postumius Albus Regillensis (consul in 464 v.Chr.)
Aulus Postumius Albus Regillensis was een Romeins politicus, die in 464 v.Chr. consul van de Romeinse Republiek was.
Postumius was lid van de patricische gens Postumia. Zijn vader Aulus Postumius Albus Regillensis en broer Spurius Postumius Albus Regillensis waren in respectievelijk 496 v.Chr. en 466 v.Chr. consul.
Spurius Postumius Albus Regillensis werd in 464 v.Chr. tot consul gekozen, zijn medeconsul was Spurius Furius Medullinus Fusus. Toen de Aequi het leger van consul Furius hadden omsingeld werd de ervaren voormalige consul Titus Quinctius Capitolinus Barbatus tot proconsul benoemd. Nadat deze samen met Furius de Aequi had verslagen kwamen ze Postumius te hulp om een groep Aequi op plundertocht in de Romeinse gebieden te verslaan.